# Я не шучу
«Я не шучу» — российский комедийный сериал 2021 года, премьерный показ которого прошёл на сервисе «Кинопоиск HD». Главные роли в нём сыграли Елена Новикова, Алексей Розин, Анатолий Белый. Критики оценили сериал главным образом негативно.

## Сюжет
Главная героиня сериала — 49-летняя москвичка Елена, которая живёт с двумя детьми и бывшей свекровью. Она работает актрисой телесериалов, а по вечерам выступает в качестве стендап-комика, с юмором рассказывая о своей трудной и часто абсурдной жизни.

## В ролях
- Елена Новикова — Елена
- Алексей Розин — Николай
- Анатолий Белый — Олег
- Николай Шрайбер — Владимир
- Ирис Лебедева — Валентина
- Андрей Барило — Емашов
- Иван Ургант — камео
- Дмитрий Хрусталёв — камео

## Создание и оценки
Продюсерами сериала стали Сергей Светлаков и Александр Незлобин, сценарий написали Елена Красильникова и Елена Новикова. Премьера состоялась 4 марта 2021 года на стриминговом сервисе «Кинопоиск HD».
Критики оценили «Я не шучу» главным образом негативно. Павел Воронков из «Газета.ру» написал, что «в сериале попросту невозможно обнаружить хоть что-нибудь ладное»: Новикова плохо играет, юмор оставляет желать лучшего, единый сюжет не прослеживается, главная героиня «никуда не движется и ни к чему не стремится». По мнению обозревателя «Вокруг. ТВ» Илоны Егиазаровой, главную героиню «совсем не жалко», неприятное впечатление производит постоянно звучащая обсценная лексика (с её помощью Елена разговаривает даже со своими детьми). Рецензент «Афиши.ру» назвал сериал «страшно мизогинистским, несмотря на вроде бы феминистский сюжет»: женские персонажи, по мнению критика, представляют собой «парад неприятных карикатур».
По мнению Алихана Исрапилова с «Фильм.ру», «Я не шучу» «неплохо работает как очередной лёгкий, злободневный и реалистичный… сериал о женской доле в нашей стране, но когда дело доходит до стендапа, он трещит по швам, раскрывая явные заимствования, которые пока что не получается адаптировать под наши реалии». Егор Москвитин с «РБК» высоко оценил сюжет, художественный язык и операторскую работу в сериале, но констатировал, что авторам «Я не шучу» не удалось «главное — уравновесить стендап и жизнь, не только огорчить, но и рассмешить».